# Quadricalcarifera pustulifera
Quadricalcarifera pustulifera är en fjärilsart som beskrevs av Charles Oberthür 1911. Quadricalcarifera pustulifera ingår i släktet Quadricalcarifera och familjen tandspinnare. Inga underarter finns listade.